# Ernest Jones

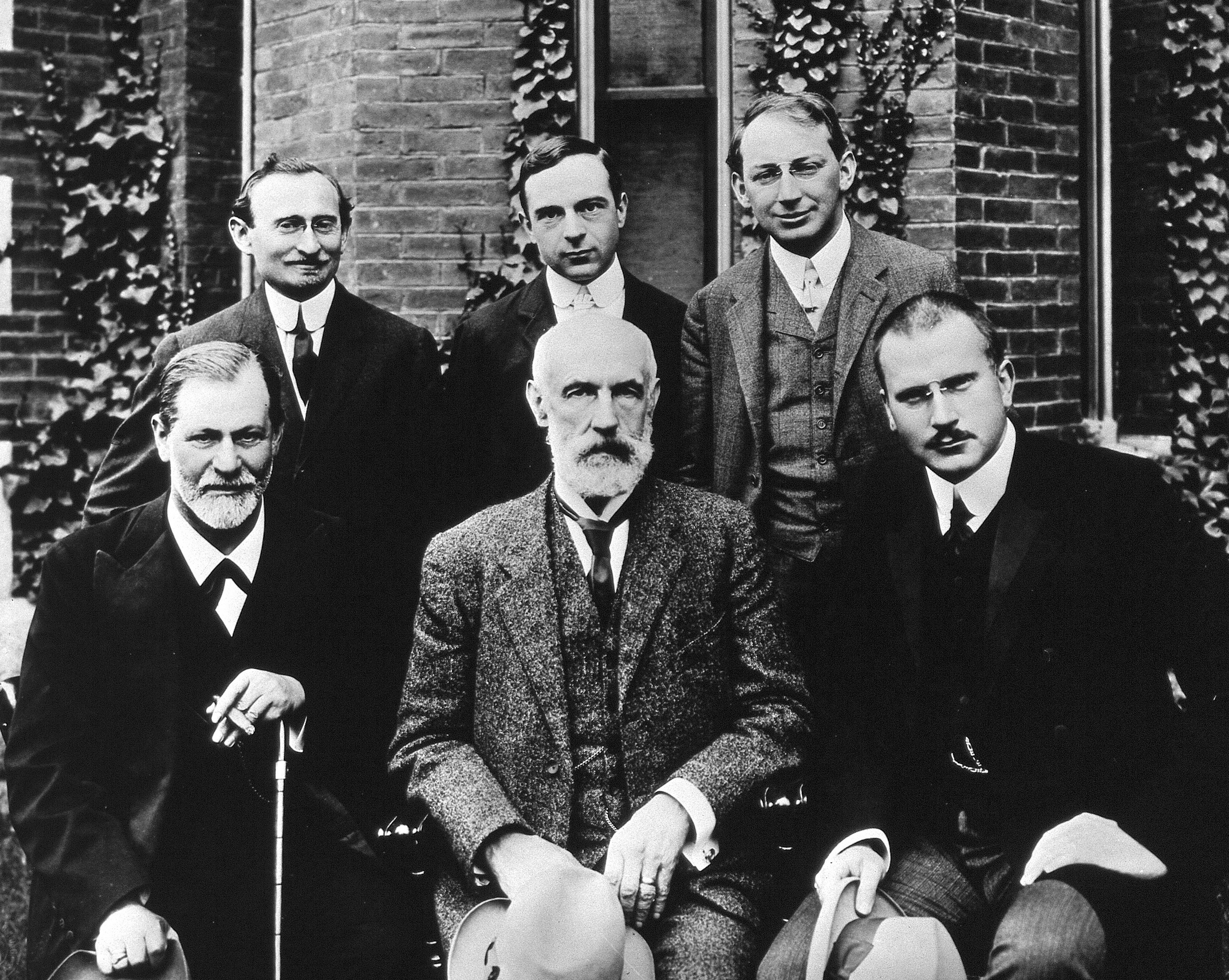
Od lewej z przodu: Sigmund Freud, Granville Stanley Hall, C.G.Jung; z tyłu: Abraham Brill, Ernest Jones, Sándor Ferenczi (1909)

Ernest Alfred Jones (ur. 1 stycznia 1879 w Glamorgan, zm. 11 lutego 1958 w Londynie) – psychoanalityk walijski.
Pochodził z zamożnej rodziny; dość wcześnie postanowił, że będzie lekarzem. Studiował na Wydziale Medycznym Uniwersytetu Londyńskiego. Nauczył się niemieckiego, by móc podjąć studia u monachijskiego psychiatry Emila Kraepelina. Z Monachium przeniósł się do Zurychu – podjął ten krok, gdy na kongresie neurologicznym osobiście poznał Carla Gustava Junga, wówczas lekarza-asystenta Kliniki Psychiatrycznej Burghölzli.
W roku 1908 spotkał się po raz pierwszy w Wiedniu z Zygmuntem Freudem – ze spotkania tego miała się rozwinąć trwająca do końca życia przyjaźń. W tym samym roku Jones zaczął pełnić funkcję dyrektora kliniki psychiatrycznej w Toronto. W roku 1910 był współzałożycielem American Psychopathological Association, w roku 1911 powołał do życia American Psychoanalytical Association. To właśnie na propozycję Jonesa w roku 1913 powołano do życia "tajny komitet" skupiający najbliższych współpracowników Sigmunda Freuda - gremium to miało się troszczyć o stan i przeżycie psychoanalizy.
Po zakończeniu I wojny światowej Ernest Jones powrócił do Europy i osiedlił się w Londynie, gdzie w roku 1919 założył British Psychoanalytic Society; jako prezes stowarzyszenia sprzyjał Melanie Klein, która w roku 1925 przeprowadziła się do Anglii. 
W roku 1920 Jones powołał do życia International Journal of Psychoanalysis, które jest do dzisiaj najważniejszym czasopismem psychoanalitycznym. Był współwydawcą tego periodyku w latach 1920-1939.
Jones dwukrotnie pełnił funkcję prezesa Międzynarodowego Stowarzyszenia Psychoanalitycznego (1920-1924; 1932-1949). W epoce narodowego socjalizmu prowadził rokowania z nazistami, pragnąc zapewnić nie-żydowskim psychoanalitykom, którzy pozostali na ziemiach niemieckich, możliwość dalszej aktywności zawodowej w ramach tzw. "Instytutu Göringa". W listopadzie 1935 roku napisał w liście do Anny Freud: "All Jews have to resign from Berlin Society. Deplorable as it would be, I should still say that I prefer Psychoanalysis to be practiced by Gentiles in Germany than not at all and I hope you agree".
Po aneksji Austrii Jones pomógł Freudowi opuścić w 1938 roku ziemie Rzeszy. Utrzymywał z nim ścisłe kontakty aż do jego śmierci.
W latach 1953–1957 Jones opublikował pierwszą wielką trzytomową monografię Freuda: The Life and Work of Sigmund Freud - dzieło wprawdzie dziś krytykowane ze względu na wiele nieścisłości i zafałszowań, niewątpliwie jednak pierwszą wielką pracę na temat ojca psychoanalizy.

## Dzieła
- Papers on Psycho-analysis (1913).
- Therapie der Neurosen (1921).
- Essays in Applied Psycho-Analysis, t. I-II, (1923-1951).
- The Nightmare, (1931).
- What is Psychoanalysis? (1948).
- Hamlet and Oedipus (1949).
- Sigmund Freud. Life And Work (1953-1957).
- Free association: Memories of a Psycho-Analyst (1959).
- Die Theorie der Symbolik und andere Aufsätze. Mit einem Vorwort von Peter Krumme, Frankfurt am Main, Berlin, Wien: Ullstein 1978.